# Jaibaná Records
Jaibaná Records ist ein 2013 gegründetes Independent-Label aus Panama.

## Geschichte
Das in David entstandene Label wurde 2013 als Folge für vorherige, regional vertreibende, Kassetten-Label gegründet. Der Begriff Jaibaná ist dabei eine indigene Bezeichnung für einen Schamanen. Seit 2020 verlegt das Label international Extreme- und Doom-Metal-Bands. Mit der Aufnahme der Tätigkeit als international vertreibendes Label nahm Jaibaná Records auch eine Neuordnung der Katalognummerierung vor.
Im Jahr 2020 erschien mit Legiones del Pantano (spanisch Legionen des Sumpfes) eine durch das Label veröffentlichte Kompilation die vier lateinamerikanische Doom-Metal-Interpreten vereinte. Les Memoirs Fall aus Brasilien, Funeral of Souls aus Argentinien, Lacrhima Corphus Dissolvens aus Bolivien und Vermiforme aus Uruguay. Mit den seither erschienenen Veröffentlichungen erlange das Label einen guten Ruf bei Anhängern extremen Doom-Metals.

## Katalog (Auswahl)
| Jahr | Interpret                             | Titel                                                   | Katalog-Nr.        | Format             |
| ---- | ------------------------------------- | ------------------------------------------------------- | ------------------ | ------------------ |
| 2020 | Doomslut                              | Overtones from the Clitoral Chasm                       | JR-RR001           | CD-R, Download     |
| 2020 | Lake of Depression                    | The Dead Whale                                          | JR-SNGL001         | CD-R, Download     |
| 2020 | Lebzul                                | Bloodbath in Paradise                                   | JR-RR002           | CD-R, Download     |
| 2020 | Lake of Depression                    | Lake of Depression                                      | JR-RR003           | CD-R, Download     |
| 2020 | Spirit of the Deep Waters             | Templos de Amanita                                      | JR-RR004           | CD-R, Download     |
| 2020 | Spirit of the Deep Waters             | Hyperdimensional Vortex                                 | JR-RR005           | CD-R, Download     |
| 2020 | Diverse                               | Valle de la Luna – Black Metal de Chiriquí              | JR-CMP001          | CD-R, Download     |
| 2020 | Lake of Depression / Sköll            | El Tragico Llanto del Valle                             | JR-SPL001          | CD-R, Download     |
| 2020 | Lake of Depression                    | Decadencia                                              | JR-FCD001          | CD-R, Download     |
| 2020 | Drakkard                              | Bajo La Niebla de Transilvania                          | JR-MCD001          | CD-R, Download     |
| 2020 | Vóran                                 | El llanto de la Tulivieja                               | JR-MCD002          | CD-R, Download     |
| 2020 | Pagan Deity                           | Hierofanía                                              | JR-MCD003          | CD-R, Download     |
| 2020 | Doomslut                              | 'Dissonant Evil                                         | JR-MCD004          | CD-R, Download     |
| 2021 | Doomslut / Clarosculo                 | SatanISMO                                               | JR-SPL002          | CD-R, MC, Download |
| 2021 | Diverse                               | Legiones del Pantano                                    | JR-SPL003          | CD-R, Download     |
| 2021 | Lake of Depression                    | Black Oceans                                            | JR-FCD002          | CD-R, Download     |
| 2021 | Myria                                 | Mankind / Obsolete                                      | JR-FCD003          | CD-R, Download     |
| 2022 | Doomslut                              | The Choking Grip of Guilt                               | JR-FCD004          | CD-R, Download     |
| 2022 | Pagan Deity                           | Deidad Nocturna                                         | JR-SNGL002         | CD-R, MC, Download |
| 2022 | Estrangulación Fecal                  | R.A.M.E.R.A. (Recto Amorfo Micha Enferma Restos Anales) | unbekannt          | CD-R               |
| 2022 | Fuego Uterino                         | Víctimas del Sadismo                                    | JR-SNGL003         | CD-R, Download     |
| 2022 | Act of Gorgon                         | Passenger                                               | JR-MCD005          | CD-R, Download     |
| 2022 | Lake of Depression / Funeral of Souls | Donde Reina la Muerta                                   | JR-SPL004          | CD-R, Download     |
| 2022 | Ceremonic Buryment / Forgotten Poem   | Buried and Forgotten                                    | JR-SPL005          | CD-R, Download     |
| 2022 | Ceremonic Buryment                    | As We weep over Life                                    | JR-FCD005          | CD-R, Download     |
| 2023 | Venomous Echoes                       | Writhing Tomb Amongst The Stars                         | JR-FCD006          | CD-R, Download     |
| 2023 | Sköll                                 | Réquiem                                                 | ohne Katalognummer | Download           |
| 2023 | Ceremonic Buryment / Doomslut         | Anthems of Suffering                                    | JR-SPL006          | CD-R, Download     |
| 2023 | Lake of Depression                    | To Become Nothing                                       | JR-MCD007          | CD-R, Download     |
| 2024 | Ceremonic Buryment                    | Trail of the Unknown Fate                               | JR-FCD007          | CD-R, Download     |
| 2024 | Embrujo                               | Versos Malditos                                         | JR-FCD008          | CD-R, Download     |